# 姜晞
姜晞（？—？），唐代秦州上邽縣（今甘肅天水）人。

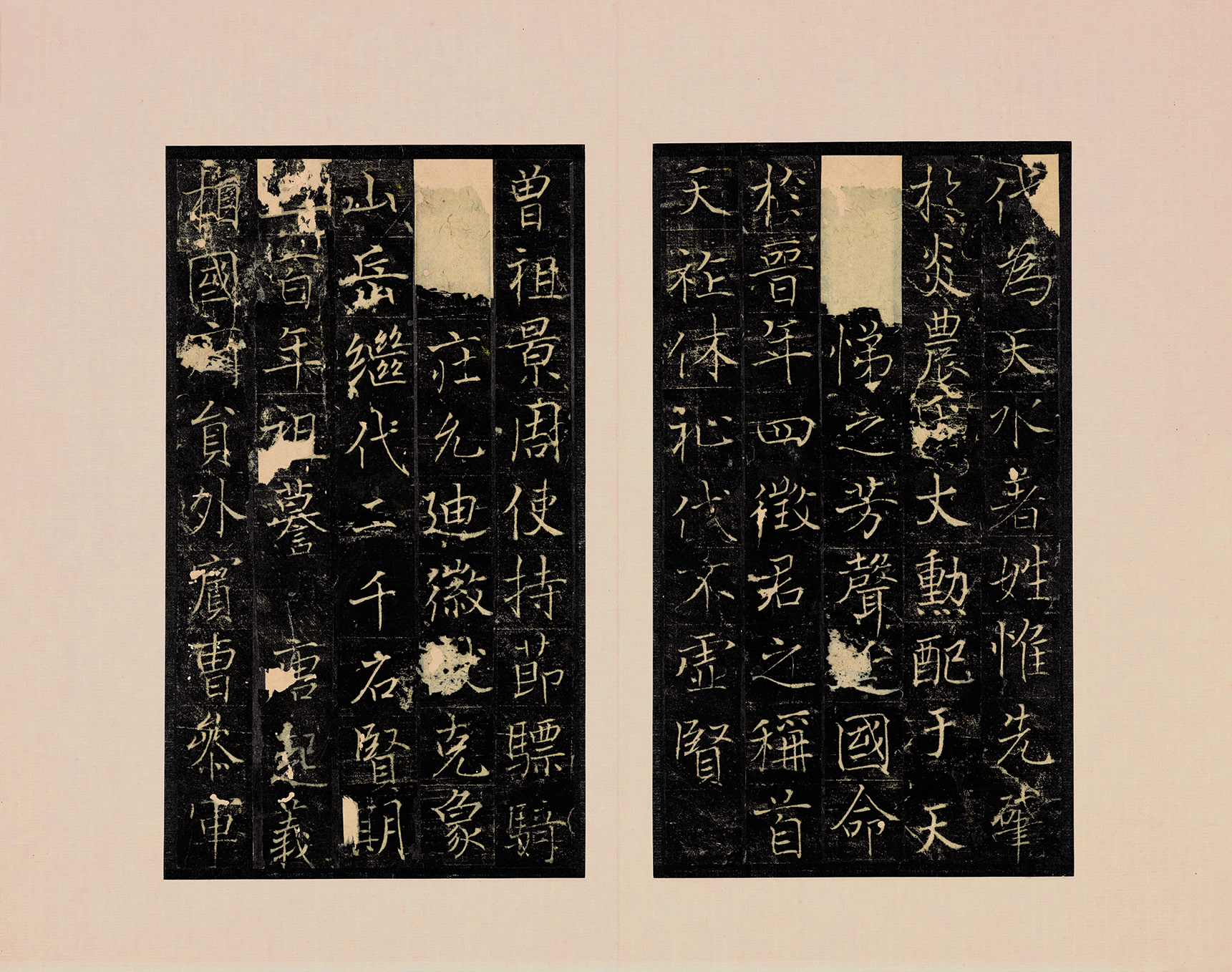
姜晞所书的姜遐碑拓本局部

姜簡之子，姜遐之侄。永徽年間，姜簡卒，姜晞嗣位郕國公。永隆元年（680年）進士及第，歷官工部侍郎，開元初為散騎常侍。天授二年（691年）撰《姜遐碑》，今存昭陵博物館。《全唐詩》存其詩一首。